# Спинний мозок

Спинний мозок, розміщений у хребті

Збільшений вигляд спинного мозку

Поперечний переріз спинного мозку

Топографія чутливих і рухових трактів спинного мозку

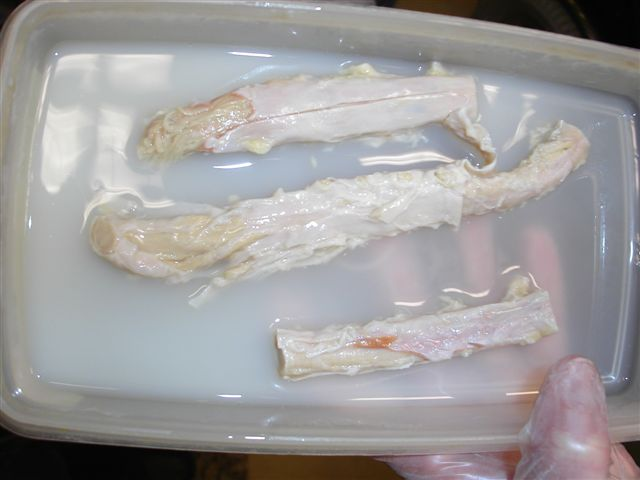
Відпрепарований спинний мозок

Спинни́й мо́зок (лат. medulla spinalis) — відділ центральної нервової системи, що розміщений у хребтовому каналі, та виконує рефлекторну й провідникову функції. Він починається на рівні нижнього краю отвору потиличної кістки та є безпосереднім продовженням довгастого мозку (нижньої частини головного мозку), а внизу (на рівні І-ІІ поперекових хребців) закінчується конусоподібним звуженням (conus medullaris), від якого вниз відходить кінцева нитка, сформована із сполучної тканини. Ця нитка спускається в крижовий канал і прикріплюється до його стінки. Спинний мозок у дорослої людини має довжину у 41-45 см, дещо сплющений спереду назад, діаметром — 1 см, масою близько 35 грамів.

## Функція
Спинний мозок виконує функцію каналу, яким передається інформація (вниз та вгору), а також є центром координації деяких рефлексів.
Спинний мозок має два потовщення: шийне і поперекове, що відповідають місцям виходу з нього нервів, які йдуть до верхніх і нижніх кінцівок.
У центрі спинного мозку проходить вузький спинномозковий канал, заповнений спинномозковою рідиною, який сполучається з системою шлуночків головного мозку. Спинний мозок вкритий трьома оболонами: твердою, павутинною, м'якою, які також сполучаються з аналогічними оболонами, що вкривають головний мозок.
Права і ліва частина спинного мозку спереду і ззаду розділені глибокими борознами. Навколо центрального каналу розташована сіра речовина, яка складається з тіл вставних нейронів (інтернейронів, 95 %) і рухових (моторних) нейронів (5 %). На поперечному розрізі сіра речовина формує фігуру, схожу на метелика.
Передній виступ сірої речовини називається вентральним рогом; в ньому розташовані тіла рухових нейронів. З них виходять аксони, які, з'єднуючись між собою, утворюють вентральні нервові корінці.
Протилежний виступ — дорсальний ріг, від нього виходять дорсальні (задні) нервові корінці, що являють собою відростки чутливих (сенсорних) нейронів; тіла цих нейронів лежать за межами спинного мозку в дорсальних гангліях.
Передні та задні корінці поблизу від спинного мозку з'єднуються між собою, вкриваються єдиною жироподібною оболонкою та утворюють спинномозковий змішаний нерв.
Від спинного мозку відходить 31 пара змішаних нервів, відповідно до яких виділяють 31 сегмент (8 шийних, 12 грудних, 5 поперекових, 5 крижових, 1 куприковий). Кожному сегменту спинного мозку відповідає певна ділянка тіла, що пов'язана руховою та чутливою іннервацією з цим сегментом.

## Розвиток спинного мозку
У людського ембріона спинний мозок доходить до кінця хребтового каналу; але після народження в ході зростання спинний мозок росте значно повільніше, ніж хребет. Врешті-решт, коли зростання людини припиняється, спинний мозок закінчується на рівні 1-го поперекового хребця. Тим не менше, спинномозкові нерви продовжують виходити через ті самі міжхребцеві канали, які збігалися з межами сегментів спинного мозку на стадії ембріона. Тому нервові корінці, перш ніж вийти з хребтового каналу, спочатку йдуть вниз, доки не досягають відповідного міжхребцевого отвору. Нижче першого поперекового хребця, де власне спинний мозок вже відсутній, нерви, що йдуть донизу, формують пучок, який називається «кінський хвіст» (cauda equina).
Сіра речовина спинного мозку оточена білою речовиною. Це відростки нейронів, які є чутливими і руховими провідними шляхами. Ті з них, що несуть інформацію з периферії та внутрішніх органів до спинного і головного мозку називаються висхідними (чутливими).
Інші — низхідні (рухові) несуть імпульси від головного і спинного мозку до периферичних частин тіла та внутрішніх органів.
Спинний мозок здійснює дві функції: рефлекторну і провідникову.
Як рефлекторний центр спинний мозок здатний здійснювати складні рухові рефлекси та регулює функції внутрішніх органів (шлунка, кишечнику, судин, сечового міхура, серцевого м'яза).
Провідникова функція полягає в забезпеченні зв'язку і узгодженні роботи всіх відділів ЦНС, за допомогою низхідних і висхідних провідних шляхів.

## Оболони спинного мозку

### Термінологія
З початку 2000-х років рекомендують для використання в українській медичній термінології термін «мозкові оболони», для означення всіх інших (райдужної, слизових тощо) і надалі пропонують використовувати термін «оболонки».
У спинному мозку налічують три оболони:
- Тверда оболона (лат. dura mater)
- Павутинна оболона (лат. tunica arachnoidea)
- М'яка оболона (лат. pia mater)

Спинний і головний мозок вкриті трьома сполучнотканинними оболонами, які розвиваються з оточуючої мозкову трубку мезодерми. Ззовні розташована тверда оболона (лат. dura mater), яка утворена щільною волокнистою сполучною тканиною. Глибше знаходиться павутинна оболона (лат. tunica arachnoidea), яка є тонким, безсудинним листком пухкої волокнистої сполучної тканини. Безпосередньо до речовини мозку прилягає м'яка (судинна) оболона (лат. pia mater), яка утворена також волокнистою сполучною тканиною, але на відміну від павутинної оболони містить мережі кровоносних судин мозку. Всі три оболони у вигляді єдиного, безперервного футляра покривають спинний і головний мозок.

### Тверда оболона спинного мозку
Тверда оболона (dura mater spinalis) являє собою мішок циліндрової форми, який вільно покриває спинний мозок. В ділянці великого потиличного отвору вона щільно зрощена з його краєм, а на рівні II поперекового хребця загострюється і переходить в кінцеву нитку твердої оболони спинного мозку (filum terminale dura mater medulla spinalis). Вона доходить до II поперекового хребця, де і прикріпляється. Між твердою оболоною і окістям хребтового каналу, яке називають зовнішнім листком твердої оболони, є значний за об'ємом надтвердооболонний (епідуральний) простір (cavum epidurale), який заповнений жировою клітковиною і венозним сплетенням. У епідуральному просторі також проходять покриті відрогами твердої оболони корінці спинномозкових нервів. Ці відроги мають вид рукава і зазвичай містять обидва корінці. Відроги твердої оболони, її нитка і фіброзні пучки волокон, які сполучають її передню поверхню із задньою поздовжньою зв'язкою хребта, фіксують тверду оболону в хребтовому каналі. Між внутрішньою поверхнею твердої оболони, яка покрита ендотелієм, і глибше розташованою павутиновою оболоною є вузький субдуральний простір (cavum subdurale).

### Павутинна оболона спинного мозку
Павутинна оболона (arachnoidea spinalis) повторює форму твердої оболони і місцями міцно з нею зв'язана сполучнотканинними волокнами. Створюючий її тонкий, прозорий листок з обох боків покритий ендотелієм. Між павутинною і судинною оболонами є широкий підпавутиновий простір (cavum subarachnoidale) заповнений спинномозковою рідиною (liquor cerebrospinalis). Цей простір особливо широкий в ділянці «кінського хвоста» спинного мозку. Краніально підпавутинний простір спинного мозку безпосередньо продовжується в однойменний простір головного мозку.

### М'яка оболона спинного мозку
М'яка оболона (pia mater spinalis) безпосередньо прилягає до мозкової речовини і утворює розташовану в передній серединній щілині передню поздовжню перегородку (septum longitudinale anterior). М'яка оболона разом з мозковими судинами проникає в мозкову тканину.
Павутинна і м'яка оболони сполучені між собою тонкими сполучнотканинними нитками, які пронизують підпавутинний простір. Спинний мозок зв'язаний з твердою оболоною симетрично розташованими з боків зубчастими зв'язками (ligamentum denticulatum).

## Сегменти

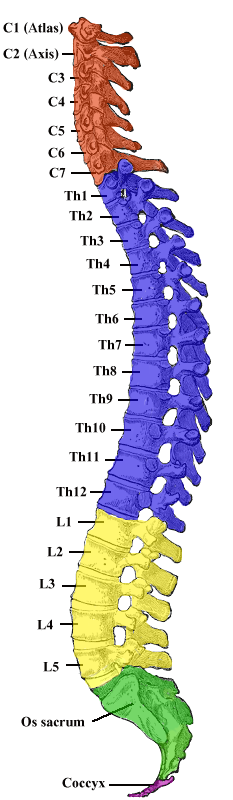
Схема відділів хребта людини

Ділянку спинного мозку, що відповідає кожній парі корінців, називають сегментом. Довжина хребта значно більша довжини спинного мозку, тому порядковий номер сегмента спинного мозку і рівень його розташування не відповідає номеру однойменного хребця. Унаслідок цього місця виходу корінців спинномозкових нервів не збігаються з рівнем міжхребцевих отворів. Щоб потрапити до них, поперекові і крижові нерви спускаються донизу і розташовуються паралельно кінцевої нитці, облягаючи її і мозковий конус пучком (кінським хвостом).
У межах спинного мозку розрізнюють: Шийні сегменти (I—VIII) позначаються літерою «C» (від лат. collum — «шия») і налічують 8 пар шийних нервів. Перша пара (C1) відходять від спинного мозку між потилицею і першим хребцем (атлантом); друга пара (C2) виходить між задньою дугою першого хребця і мембраною другого хребця (аксиса); третя-восьма пари спинномозкових нервів виходять через міжхребцеві отвори над відповідними шийними хребцями (на схемі — червоні), за винятком восьмої пари (C8), яка виходить через міжхребцевий отвір між сьомим шийним і першим грудним хребцями.
Грудні сегменти позначаються літерою «T» або «Th» (від лат. thorax — «грудна клітка») і містять 12 пар грудних нервів. Верхні з них лежать на один хребець вище, ніж відповідні грудні хребці (На схемі — сині). Вони відходять від спинного мозку через міжхребцеві отвори, розташовані нижче відповідних грудних хребців (T1–T12).
Поперекові сегменти позначаються літерою «L» (від лат. lumbus — «поперек») і містять 5 пар поперекових нервів. Розташовані на рівні X—XI грудних хребців (на схемі — сині). Вони відходять від спинного мозку через міжхребцеві отвори, розташовані нижче відповідних поперекових хребців (L1–L5).
Крижові сегменти позначаються літерою «S» (від лат. os sacrum — «крижі») і містять 5 пар крижових нервів. Розташовані на рівні XII грудного (на схемі — синій) і І поперекового хребців (на схемі — жовтий). Відходять від спинного мозку через міжхребцеві отвори, розташовані нижче відповідних крижових хребців (S1–S5). На малюнку — зелений.
Куприкові сегменти містять від 1 до 3 пар куприкових нервів (nervi coccygei). Також розташовані на рівні XII грудного (на схемі — синій) і І поперекового хребців (на схемі — жовтий).

Додаткові ілюстрації спинного мозку
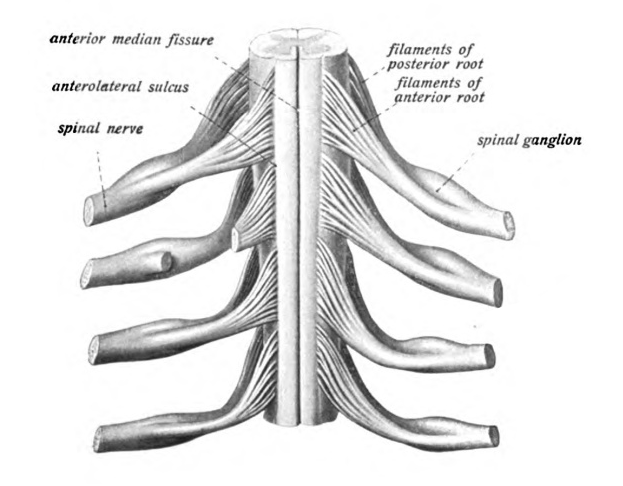
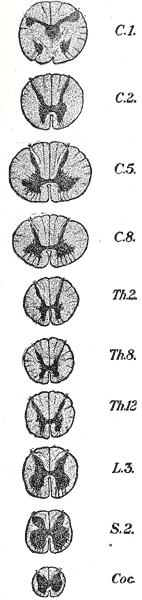
Зрізи спинного мозку на різних ділянках
Поперечний зріз спинного мозку дорослої миші. Червоним пофарбовані астроцити, зеленим — нейрони
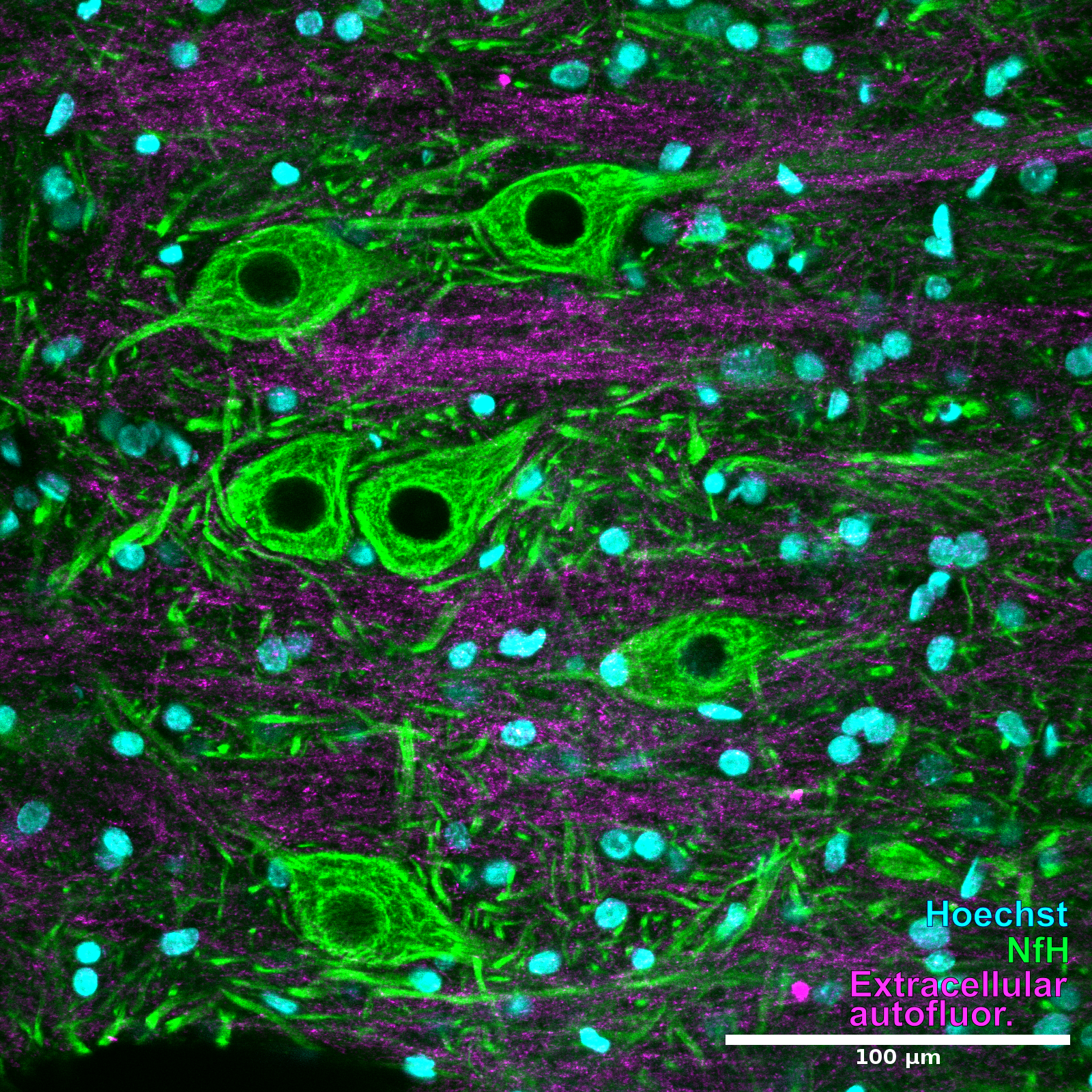
Імунофлуоресцентне забарвлення сірої речовини спинного мозку щура, конфокальна мікроскопія. Зеленим кольором представлено важкі ланцюги нейрофіламентів. Блакитний колір представляє забарвлення ДНК у ядрах гліальних клітин. Пурпуровий колір — компонентів позаклітинного матриксу.